# Масований ракетний обстріл України 31 грудня 2022
31 грудня 2022 року в переддень Нового року, в ході російського вторгнення в Україну, російські військові завдали чергового масованого ракетного удару переважно по житловій та цивільній забудові.

## Обстріл
Збройні сили РФ запустили понад 20 крилатих ракет повітряного базування із застосуванням стратегічних бомбардувальників Ту-95МС з акваторії Каспійського моря та ракетних комплексів наземного базування.
Сили ППО знищили 12 крилатих ракет. Шість ракет збиті на Київщині, п'ять — на Житомирщині, одна — у Хмельницькій області.
| Регіон                                                | Місце                                                 | Ракета                                                | Збито                                               | Влучання, загиблі/поранені                         |
| ----------------------------------------------------- | ----------------------------------------------------- | ----------------------------------------------------- | --------------------------------------------------- | -------------------------------------------------- |
| Донецька обл.                                         | Лиман                                                 | 5В55                                                  | 0/1                                                 | відділок Поліції, жертви: 0/1                      |
| Чернігівська обл.                                     | Чернігівська обл.                                     | Іскандер                                              | —                                                   | військова інфраструктура, жертви: 0/?              |
| Миколаївська обл.                                     | Миколаїв                                              | Іскандер                                              | 0/6                                                 | житлові будинки                                    |
|                                                       |                                                       |                                                       |                                                     |                                                    |
| Київ                                                  | Київ                                                  | —                                                     | 0/8                                                 | військова та цивільна інфраструктура, жертви: 4/29 |
| Хмельницька обл.                                      | Хмельницький                                          | —                                                     | 0/8                                                 | військова та цивільна інфраструктура, жертви: 4/29 |
|                                                       |                                                       |                                                       |                                                     |                                                    |
| Київська обл.                                         | Київська обл.                                         | —                                                     | 6/6                                                 | перехоплено українською ППО                        |
| Житомирська обл.                                      | Житомирська обл.                                      | —                                                     | 5/5                                                 | перехоплено українською ППО                        |
| Хмельницька обл.                                      | Хмельницька обл.                                      | —                                                     | 1/1                                                 | перехоплено українською ППО                        |
| Україна загалом (не рахуючи систем С-300 та Іскандер) | Україна загалом (не рахуючи систем С-300 та Іскандер) | Україна загалом (не рахуючи систем С-300 та Іскандер) | 12/20                                               | жертви: 1/39                                       |
| Відсоток перехоплених ракет ППО та іншими засобами:   | Відсоток перехоплених ракет ППО та іншими засобами:   | Відсоток перехоплених ракет ППО та іншими засобами:   | Відсоток перехоплених ракет ППО та іншими засобами: | 60%                                                |
|                                                       |                                                       |                                                       |                                                     |                                                    |
| Волгоградська обл.                                    | Волгоградська обл.                                    | —                                                     | —                                                   | помилкове падіння ракет на житлові будинки         |

## Наслідки

### Влучання в Києві

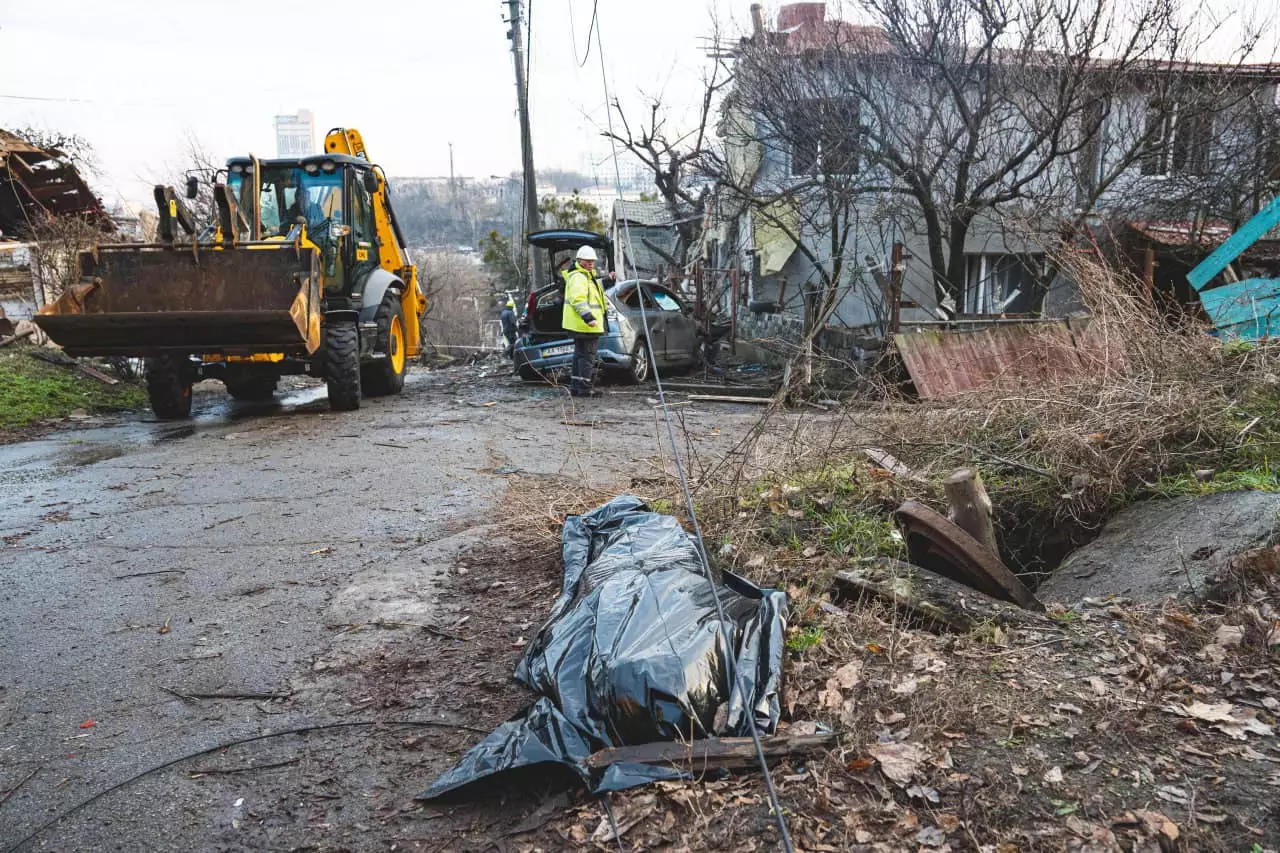
Вбита людина на Печерську 31.12.2022

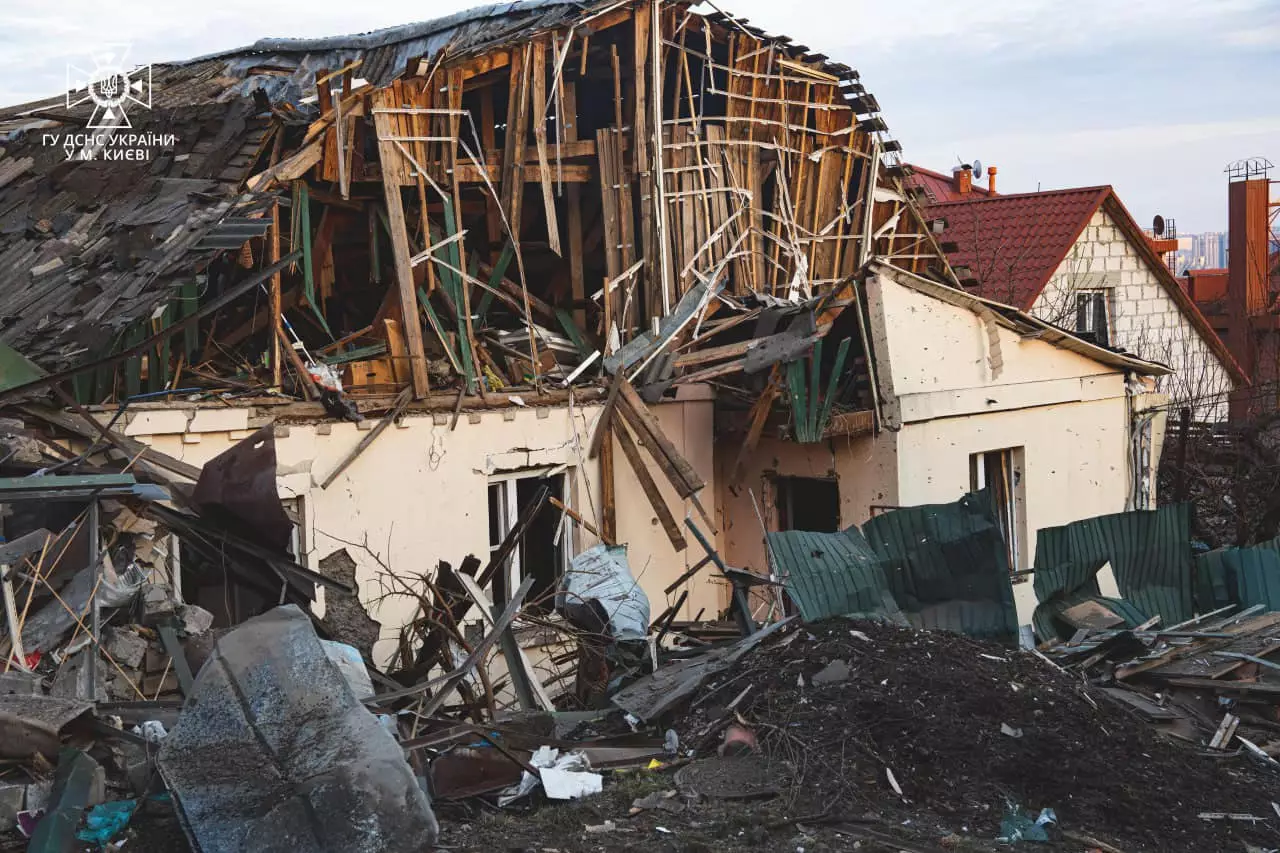
Наслідки влучання ракетою в приватний будинок в Протасовому Яру 31.12.2022

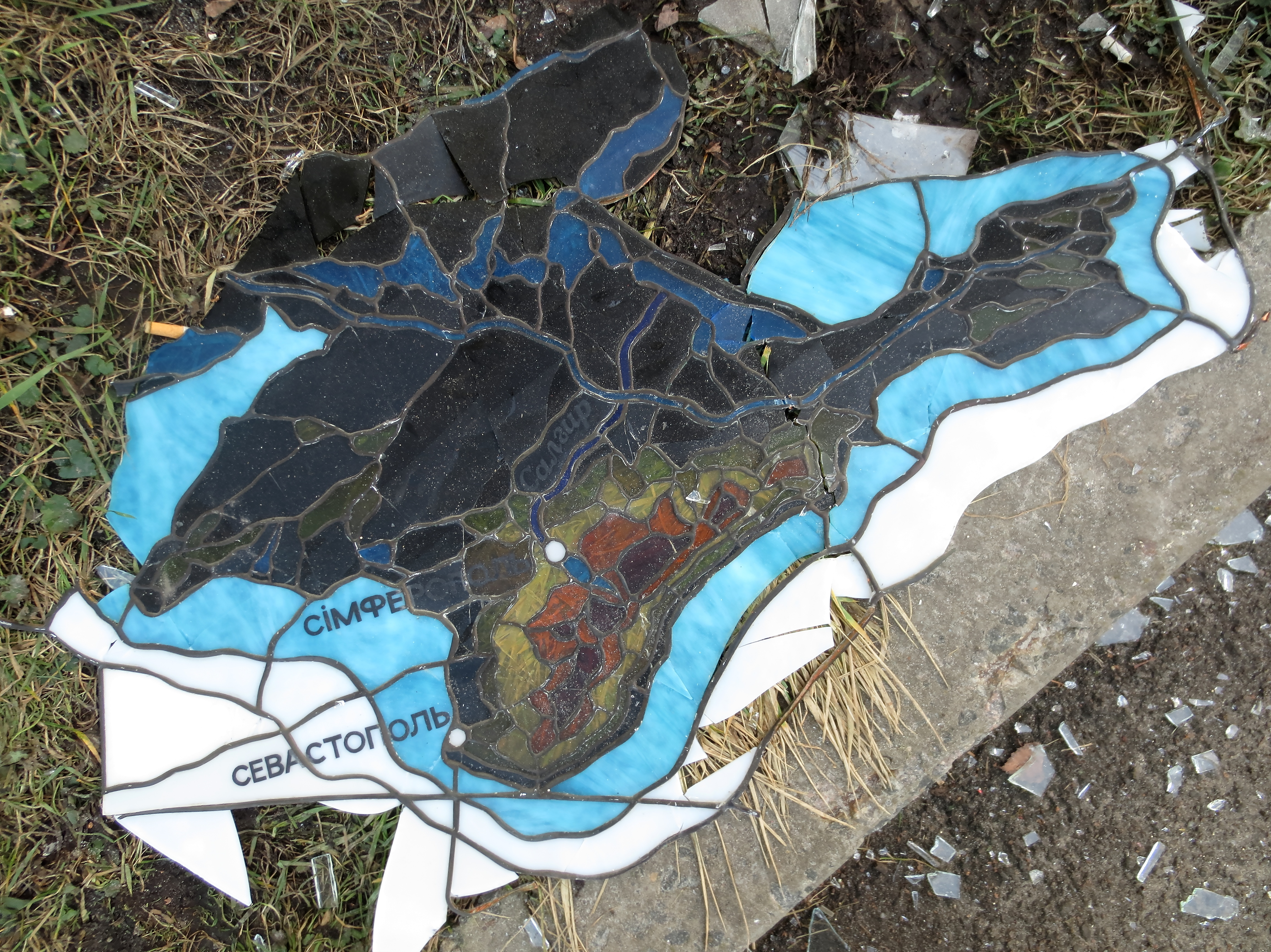
Уламок вибитих вітражів географічного факультету КНУ

Внаслідок атаки на Київ у Солом'янському районі міста через уламок ракети загинула людина (з врахуванням поранених, що померли згодом, в Києві внаслідок обстрілу 31 грудня загинули троє людей). 21 людина дістала поранення, серед них журналіст японського видання Асахі Сімбун — Ватару Секіта, що жив у готелі Alfavito, куди влучила ракета. Різних ступенів пошкоджень зазнали будівлі двох шкіл та одного дитячого садка у Солом'янському районі, одна школа — в Печерському. Під час обстрілу постраждали понад 12 об'єктів КНУ ім. Тараса Шевченка у столиці.
Також були пошкодження автомобілів та господарських споруд у різних районах столиці. У Києві, як повідомив мер Кличко, 30% споживачів залишились без світла через аварійні відключення.

### Влучання на Хмельниччині
На Хмельниччині внаслідок обстрілу поранені семеро цивільних, померла 22-річна дівчина. Влучили у військовий об'єкт, пошкоджена військова техніка. Ракети пошкодили 13 житлових будинків, складські приміщення, АЗС, магазини, лінії електропередач, дитсадок, 10 авто.

### Влучання на Запоріжжі
У Запорізькій області поранені четверо людей. Внаслідок нічної атаки області мешканці міста Запоріжжя та області зустрічали Новий Рік без електроенергії.

### Влучання на Миколаївщині
На Миколаївщині поранення отримали шестеро людей.

### Влучання на Херсонщині
Росіяни 40 разів обстріляли територію Херсонщини. По містах та селах били з артилерії, РСЗВ та мінометів. Місто Херсон атакували 18 разів. Снаряди влучили в об'єкт критичної інфраструктури, приватні та багатоквартирні будинки. Поранені троє людей. Серед них діти: 13-річний хлопчик у тяжкому стані, 12-річна дівчинка зазнала поранення середнього ступеня тяжкості.